# Edificio Reforma 265

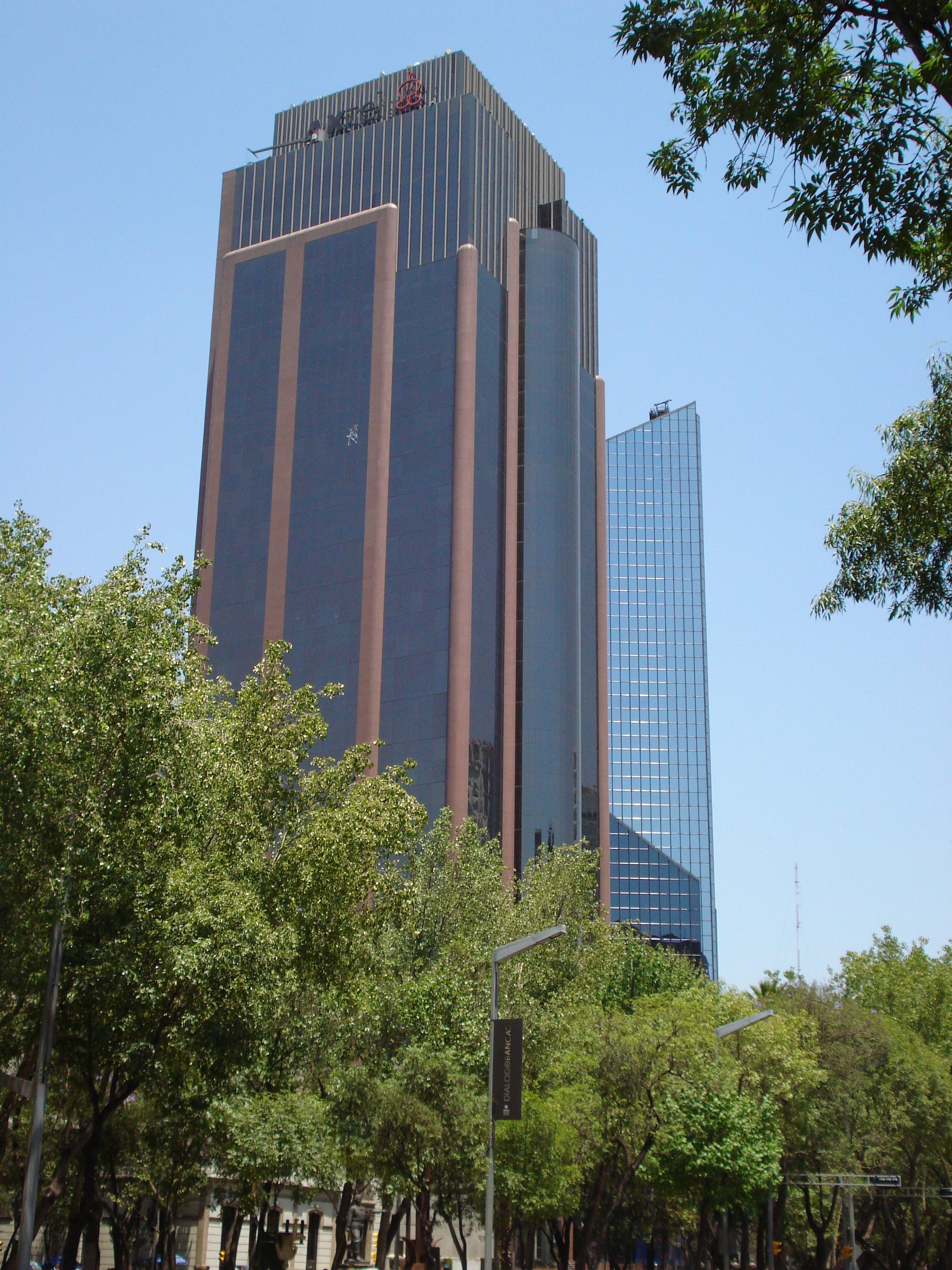
Edificio Reforma 265 en 2009.

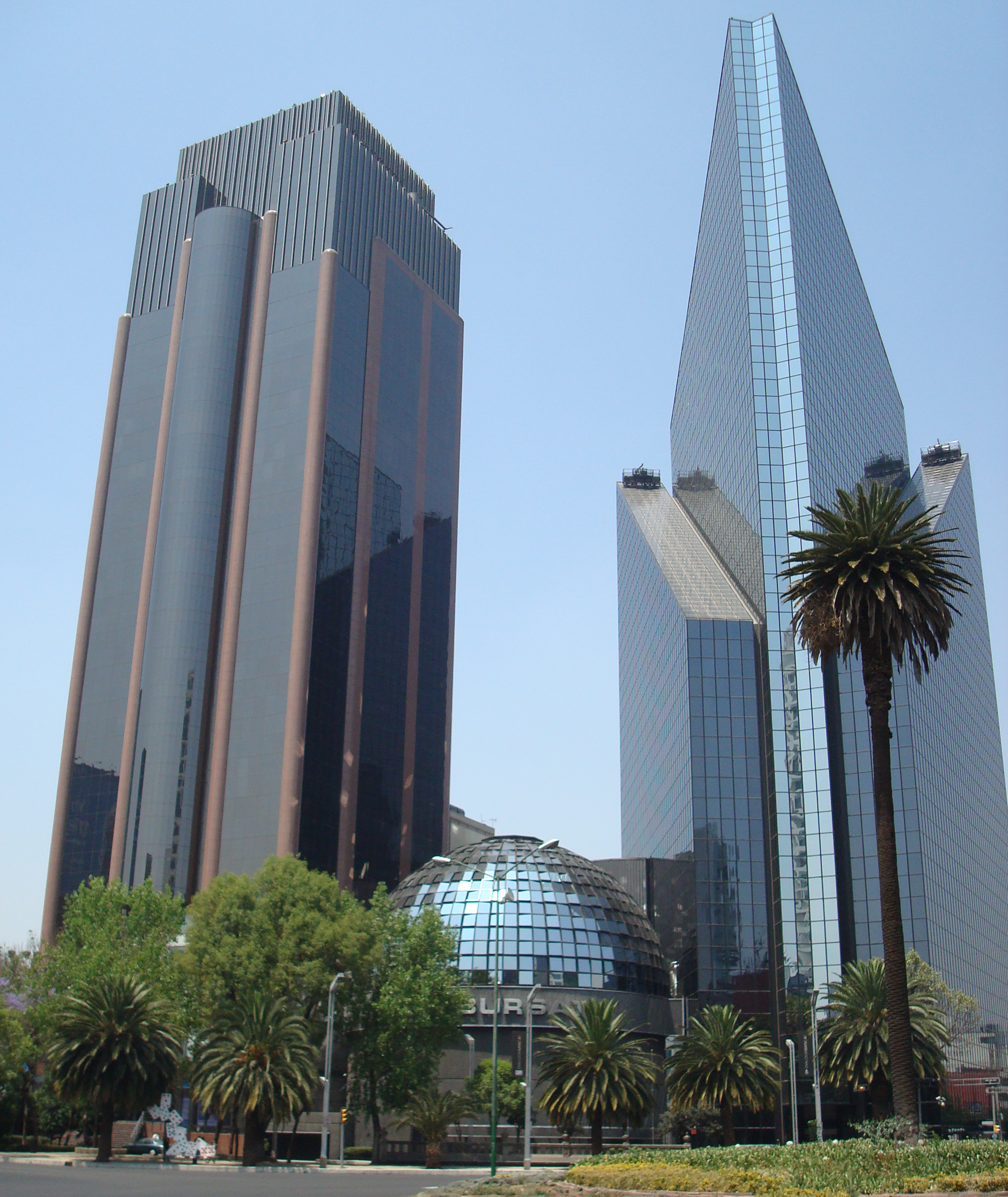
Edificio Reforma 265 a la izquierda y el Edificio de la Bolsa Mexicana de Valores a la derecha.

El Reforma 265, también llamado Oficina Binacional de Inteligencia (anteriormente Edificio México, Torre Reforma Axtel  o Edificio Reforma Avantel), es un edificio ubicado en la avenida Paseo de la Reforma #265, Colonia. Cuauhtémoc, en Delegación Cuauhtémoc en la Ciudad de México, cuando concluyó su construcción se convirtió en el duodécimo edificio más alto de la Ciudad de México, también formó parte de los nuevos edificios construidos a mediados de la década de 1990, junto con Torre Mural, Torre Altus, Torre Arcos Bosques Corporativo, Residencial del Bosque 1, Residencial del Bosque 2 también llamadas Torres Gemelas de Polanco. Además de ser uno de los edificios más vanguardistas y modernos de Latinoamérica.[cita requerida]
Actualmente es el noveno rascacielos más alto de la avenida Paseo de la Reforma, después de la Torre Reforma, Chapultepec Uno, Torre Bancomer Torre Mayor, Torre Reforma Latino, Torre Libertad, Torre HSBC y la Torre del Caballito.

## La Forma
- Su altura es de 128 metros y tiene 28 pisos.

- El edificio está equipado con 8 ascensores del alta velocidad que se mueven a una velocidad de 6.7 metros por segundo, además de contar con 3 escaleras de emergencia presurizadas, unidades automáticas manejadoras de aire acondicionado, sistema mecánicos, eléctricos y de telecomunicaciones en cada piso. Cada planta de piso cuenta con una superficie promedio de 1,786 a 1,815 metros cuadrados, con una altura libre de cada piso de 3.66 m. El área total del edificio es de 71,000 m² de espacio de oficinas. Antiguamente el espacio era ocupado por un edificio de 12 pisos. La mayor parte de su estructura fue concebida con vidrio altamente resistente y aluminio.

## Detalles importantes
- Su construcción fue finalizada en 2000.

- Actualmente aloja en su interior la denominada Oficina Binacional de Inteligencia, en la cual colaboran agentes de la CIA, DHS, DEA y el FBI con instituciones Mexicanas enfocadas en el combate al narcotráfico, esto en el marco del plan Mérida.[3][4][5][6][7]

- Cuenta con 60 amortiguadores y está anclado en 140 pilotes de concreto que penetran a una profundidad de 40 metros superando el relleno pantanoso del antiguo lago de la Ciudad de México. Con estos implementos tecnológicos el edificio en teoría puede soportar un sismo de 8.5 en la escala de Richter.

- Ha soportado seis terremotos a lo lago de su historia el primero en 1995 que midió 7.3 en la escala de Richter, el segundo en el 2003 de 7.6 en la escala de Richter, el tercero el 13 de abril del 2007 de 6.3 en la escala de Richter, el cuarto el 20 de marzo de 2012 con una intensidad de 7.8 en la escala de Richter, el quinto el del 7 de septiembre de 2017 con una intensidad de 8.2 en la escala de Richter y el último el 19 de septiembre de 2017 con una intensidad de 7.1 en la escala de Richter.

- Se le considera uno de los rascacielos más seguros del mundo junto con Torre Mayor, Torre Ejecutiva Pemex, World Trade Center México, Torre Latinoamericana, Torre HSBC, Torre del Caballito, St. Regis Hotel & Residences y Torre Insignia.

- Fue de los nuevos rascacielos que se finalizaron de construir en 1995 junto con Residencial del Bosque 1, Residencial del Bosque 2, Torre Lomas y Torre Mural.

- Diseñada por el arquitecto Andrey Quintana, hijo del arquitecto Bernardo Quintana Arrioja

## Edificio inteligente
El edificio está administrada por el Building Management System (BMS), un sistema inteligente que controla todas las instalaciones y equipos de forma armónica y eficiente para proteger la vida humana de los inquilinos. A este sistema están integrados los sistemas: eléctrico, hidro-sanitario, de elevadores y protección contra incendio y tiene la capacidad de controlar la iluminación del edificio.
Es considerado un edificio inteligente, debido a que el sistema de luz es controlado por un sistema llamado B3, al igual que el de Torre Mayor, Torre Ejecutiva Pemex, World Trade Center México, Torre Altus, Arcos Bosques, Arcos Bosques Corporativo, Torre Latinoamericana, Edificio Reforma 222 Torre 1, Haus Santa Fe, Reforma 222 Centro Financiero, Residencial del Bosque 1, Residencial del Bosque 2, Torre del Caballito, Torre HSBC, Panorama Santa fe, City Santa Fe Torre Amsterdam, Santa Fe Pads, St. Regis Hotel & Residences, Torre Lomas.
Además cuenta con elevadores automáticos, esto quiere que son inteligentes y se encuentran siempre en los pisos de más afluencia de personas.

## Datos clave
- Altura- 128 metros.
- Área Total- 71,000 metros cuadrados.
- Pisos- 15 niveles subterráneos de estacionamiento en los 43 niveles totales.
- Estructura de concreto armado con:
  - 31,000 metros cúbicos de concreto
  - 19,000 toneladas de acero estructural y de refuerzo
  - 60 amortiguadores sísmicos.
- Condición:  En Uso.
- Rango:
  - En México: 27º lugar, 2011: 48.º lugar
  - En Ciudad de México: 24º lugar, 2011: 35º lugar
  - En la Avenida el Paseo de la Reforma: 5º lugar, 2011: 6º lugar